# Лавина (Белуно)
Лавина (итал. Lavina) је насеље у Италији у округу Белуно, региону Венето.
Према процени из 2011. у насељу је живело 67 становника. Насеље се налази на надморској висини од 746 м.